# Nhận thức
Nhận thức (tiếng Anh: cognition) là hành động hay quá trình tiếp thu kiến thức và những am hiểu thông qua suy nghĩ, kinh nghiệm và giác quan, bao gồm các quy trình như là tri thức, sự chú ý, trí nhớ, sự đánh giá, sự ước lượng, sự lý luận, tính toán, việc giải quyết vấn đề, việc đưa ra quyết định, sự lĩnh hội và việc sử dụng ngôn ngữ. Theo "Từ điển Bách khoa Việt Nam", nhận thức là quá trình biện chứng của sự phản ánh thế giới khách quan trong ý thức con người, nhờ đó con người tư duy và không ngừng tiến đến gần khách thể. Theo quan điểm triết học Mác-Lênin, nhận thức được định nghĩa là quá trình phản ánh biện chứng hiện thực khách quan vào trong bộ óc của con người, có tính tích cực, năng động, sáng tạo, trên cơ sở thực tiễn..
Sự nhận thức của con người vừa ý thức, vừa vô thức, vừa cụ thể, vừa trừu tượng và mang tính trực giác. Quá trình nhận thức sử dụng tri thức có sẵn và tạo ra tri thức mới.
Các quy trình được phân tích theo các góc nhìn khác nhau ở tùy các lĩnh vực khác nhau như ngôn ngữ học, gây mê, thần kinh học, tâm thần học, tâm lý học, giáo dục, triết học, nhân loại học, sinh học, logic và khoa học máy tính. Trong tâm lý học và triết học, khái niệm về nhận thức liên quan chặt chẽ đến các khái niệm trừu tượng như trí óc và trí tuệ, bao gồm các chức năng tâm thần, các quá trình tâm thần (tâm trí) và các trạng thái của các thực thể thông minh (như cá nhân, nhóm, tổ chức, máy tự động cao cấp và trí tuệ nhân tạo).
Cách sử dụng khái niệm này khác nhau trong từng ngành học. Ví dụ như trong tâm lý học và khoa học nhận thức, "nhận thức" thường đề cập đến việc các chức năng tâm lý của một cá nhân xử lý thông tin. Nó còn được sử dụng trong một nhánh của tâm lý học xã hội - ý thức xã hội, để giải thích về những thái độ, sự phân loại và động lực nhóm. Trong tâm lý học nhận thức và kỹ thuật nhận thức, "nhận thức" thông thường được coi là quá trình xử lý thông tin của tâm trí người tham gia hay người điều hành hoặc của bộ não.

## Các giai đoạn của nhận thức
Theo quan điểm của phép tư duy biện chứng, hoạt động nhận thức của con người đi từ trực quan sinh động đến tư duy trừu tượng, và từ tư duy trừu tượng đến thực tiễn. Con đường nhận thức đó được thực hiện qua các giai đoạn từ đơn giản đến phức tạp, từ thấp đến cao, từ cụ thể đến trừu tượng, từ hình thức bên ngoài đến bản chất bên trong, như sau:
1. Nhận thức cảm tính (hay còn gọi là trực quan sinh động) là giai đoạn đầu tiên của quá trình nhận thức. Đó là giai đoạn con người sử dụng các giác quan để tác động vào sự vật nhằm nắm bắt sự vật ấy[2]. Nhận thức cảm tính gồm các hình thức sau:
  - Cảm giác: là hình thức nhận thức cảm tính phản ánh các thuộc tính riêng lẻ của các sự vật, hiện tượng khi chúng tác động trực tiếp vào các giác quan của con người. Cảm giác là nguồn gốc của mọi sự hiểu biết, là kết quả của sự chuyển hoá những năng lượng kích thích từ bên ngoài thành yếu tố ý thức. Lenin viết: "Cảm giác là hình ảnh chủ quan của thế giới khách quan". Nếu dừng lại ở cảm giác thì con người mới hiểu được thuộc tính cụ thể, riêng lẻ của sự vật. Điều đó chưa đủ; bởi vì, muốn hiểu biết bản chất của sự vật phải nắm được một cách tương đối trọn vẹn sự vật. Vì vậy nhận thức phải vươn lên hình thức nhận thức cao hơn"[2].
  - Tri giác: hình thức nhận thức cảm tính phản ánh tương đối toàn vẹn sự vật khi sự vật đó đang tác động trực tiếp vào các giác quan con người. Tri giác là sự tổng hợp các cảm giác. So với cảm giác thì tri giác là hình thức nhận thức đầy đủ hơn, phong phú hơn. Trong tri giác chứa đựng cả những thuộc tính đặc trưng và không đặc trưng có tính trực quan của sự vật. Trong khi đó, nhận thức đòi hỏi phải phân biệt được đâu là thuộc tính đặc trưng, đâu là thuộc tính không đặc trưng và phải nhận thức sự vật ngay cả khi nó không còn trực tiếp tác động lên cơ quan cảm giác con người. Do vậy nhận thức phải vươn lên hình thức nhận thức cao hơn[2].
  - Biểu tượng: là hình thức nhận thức cảm tính phản ánh tương đối hoàn chỉnh sự vật do sự hình dung lại, nhớ lại sự vật khi sự vật không còn tác động trực tiếp vào các giác quan. Trong biểu tượng vừa chứa đựng yếu tố trực tiếp vừa chứa đựng yếu tố gián tiếp. Bởi vì, nó được hình thành nhờ có sự phối hợp, bổ sung lẫn nhau của các giác quan và đã có sự tham gia của yếu tố phân tích, tổng hợp. Cho nên biểu tượng phản ánh được những thuộc tính đặc trưng nổi trội của các sự vật[2].

Giai đoạn này có các đặc điểm:
  - Phản ánh trực tiếp đối tượng bằng các giác quan của chủ thể nhận thức[1].
  - Phản ánh bề ngoài, phản ánh cả cái tất nhiên và ngẫu nhiên, cả cái bản chất và không bản chất. Giai đoạn này có thể có trong tâm lý động vật[1].
  - Hạn chế của nó là chưa khẳng định được những mặt, những mối liên hệ bản chất, tất yếu bên trong của sự vật. Để khắc phục, nhận thức phải vươn lên giai đoạn cao hơn, giai đoạn lý tính.
2. Nhận thức lý tính (hay còn gọi là tư duy trừu tượng) là giai đoạn phản ánh gián tiếp trừu tượng, khái quát sự vật, được thể hiện qua các hình thức như khái niệm, phán đoán, suy luận.
  - Khái niệm: là hình thức cơ bản của tư duy trừu tượng, phản ánh những đặc tính bản chất của sự vật. Sự hình thành khái niệm là kết quả của sự khái quát, tổng hợp biện chứng các đặc điểm, thuộc tính của sự vật hay lớp sự vật. Vì vậy, các khái niệm vừa có tính khách quan vừa có tính chủ quan, vừa có mối quan hệ tác động qua lại với nhau, vừa thường xuyên vận động và phát triển. Khái niệm có vai trò rất quan trọng trong nhận thức bởi vì, nó là cơ sở để hình thành các phán đoán và tư duy khoa học[2].
  - Phán đoán: là hình thức tư duy trừu tượng, liên kết các khái niệm với nhau để khẳng định hay phủ định một đặc điểm, một thuộc tính của đối tượng. Thí dụ: "Dân tộc Việt Nam là một dân tộc anh hùng" là một phán đoán vì có sự liên kết khái niệm "dân tộc Việt Nam" với khái niệm "anh hùng". Theo trình độ phát triển của nhận thức, phán đoán được phân chia làm ba loại là phán đoán đơn nhất (ví dụ: đồng dẫn điện), phán đoán đặc thù (ví dụ: đồng là kim loại) và phán đoán phổ biến (ví dụ: mọi kim loại đều dẫn điện). Ở đây phán đoán phổ biến là hình thức thể hiện sự phản ánh bao quát rộng lớn nhất về đối tượng[2].
Nếu chỉ dừng lại ở phán đoán thì nhận thức chỉ mới biết được mối liên hệ giữa cái đơn nhất với cái phổ biến, chưa biết được giữa cái đơn nhất trong phán đoán này với cái đơn nhất trong phán đoán kia và chưa biết được mối quan hệ giữa cái đặc thù với cái đơn nhất và cái phổ biến. Chẳng hạn qua các phán đoán thí dụ nêu trên ta chưa thể biết ngoài đặc tính dẫn điện giống nhau thì giữa đồng với các kim loại khác còn có các thuộc tính giống nhau nào khác nữa. Để khắc phục hạn chế đó, nhận thức lý tính phải vươn lên hình thức nhận thức suy luận[2].
  - Suy luận: là hình thức tư duy trừu tượng liên kết các phán đoán lại với nhau để rút ra một phán đoán có tính chất kết luận tìm ra tri thức mới. Thí dụ, nếu liên kết phán đoán "đồng dẫn điện" với phán đoán "đồng là kim loại" ta rút ra được tri thức mới "mọi kim loại đều dẫn điện". Tùy theo sự kết hợp phán đoán theo trật tự nào giữa phán đoán đơn nhất, đặc thù với phổ biến mà người ta có được hình thức suy luận quy nạp hay diễn dịch[2].
Ngoài suy luận, trực giác lý tính cũng có chức năng phát hiện ra tri thức mới một cách nhanh chóng và đúng đắn[2].

Giai đoạn này cũng có hai đặc điểm:
  - Là quá trình nhận thức gián tiếp đối với sự vật, hiện tượng[2].
  - Là quá trình đi sâu vào bản chất của sự vật, hiện tượng[2].

Nhận thức cảm tính và lý tính không tách bạch nhau mà luôn có mối quan hệ chặt chẽ với nhau. Không có nhận thức cảm tính thì không có nhận thức lý tính. Không có nhận thức lý tính thì không nhận thức được bản chất thật sự của sự vật[1].
3. Nhận thức trở về thực tiễn, ở đây tri thức được kiểm nghiệm là đúng hay sai. Nói cách khác, thực tiễn có vai trò kiểm nghiệm tri thức đã nhận thức được[2]. Do đó, thực tiễn là tiêu chuẩn của chân lý, là cơ sở động lực, mục đích của nhận thức[1]. Mục đích cuối cùng của nhận thức không chỉ để giải thích thế giới mà để cải tạo thế giới[1]. Do đó, sự nhận thức ở giai đoạn này có chức năng định hướng thực tiễn.

## Phân loại nhận thức

### Theo chủ nghĩa duy vật của Mác và Lênin

#### Dựa vào trình độ thâm nhập vào bản chất của đối tượng
- Nhận thức kinh nghiệm hình thành từ sự quan sát trực tiếp các sự vật, hiện tượng trong tự nhiên, xã hội hay trong các thí nghiệm khoa học. Tri thức kinh nghiệm là kết quả của nó, được phân làm hai loại:
  1. Tri thức kinh nghiệm thông thường là loại tri thức được hình thành từ sự quan sát trực tiếp hàng ngày về cuộc sống và sản xuất. Tri thức này rất phong phú, nhờ có tri thức này con người có vốn kinh nghiệm sống dùng để điều chỉnh hoạt động hàng ngày.
  2. Tri thức kinh nghiệm khoa học là loại tri thức thu được từ sự khảo sát các thí nghiệm khoa học loại tri thức này quan trọng ở chỗ đây là cơ sở để hình thành nhận thức khoa học và lý luận.

Hai loại tri thức này có quan hệ chặt chẽ với nhau, xâm nhập vào nhau để tạo nên tính phong phú, sinh động của nhận thức kinh nghiệm[2].
- Nhận thức lý luận (gọi tắt là lý luận) là loại nhận thức gián tiếp, trừu tượng và khái quát về bản chất và quy luật của các sự vật, hiện tượng. Nhận thức lý luận có tính gián tiếp vì nó được hình thành và phát triển trên cơ sở của nhận thức kinh nghiệm. Nhận thức lý luận có tính trừu tượng và khái quát vì nó chỉ tập trung phản ánh cái bản chất mang tính quy luật của sự vật và hiện tượng. Do đó, tri thức lý luận thể hiện chân lý sâu sắc hơn, chính xác hơn và có hệ thống hơn[2].

Nhận thức kinh nghiệm và nhận thức lý luận là hai giai đoạn nhận thức khác nhau, có quan hệ biện chứng với nhau. Trong đó nhận thức kinh nghiệm là cơ sở của nhận thức lý luận. Nó cung cấp cho nhận thức lý luận những tư liệu phong phú, cụ thể. Vì nó gắn chặt với thực tiễn nên tạo thành cơ sở hiện thực để kiểm tra, sửa chữa, bổ sung cho lý luận và cung cấp tư liệu để tổng kết thành lý luận. Ngược lại, mặc dù được hình thành từ tổng kết kinh nghiệm, nhận thức lý luận không xuất hiện một cách tự phát từ kinh nghiệm. Do tính độc lập tương đối của nó, lý luận có thể đi trước những sự kiện kinh nghiệm, hướng dẫn sự hình thành tri thức kinh nghiệm có giá trị, lựa chọn kinh nghiệm hợp lý để phục vụ cho hoạt động thực tiễn. Thông qua đó mà nâng những tri thức kinh nghiệm từ chỗ là cái cụ thể, riêng lẻ, đơn nhất trở thành cái khái quát, phổ biến.
Theo học thuyết của chủ nghĩa Mác-Lênin, nắm vững bản chất, chức năng của từng loại nhận thức đó cũng như mối quan hệ biện chứng giữa chúng có ý nghĩa phương pháp luận quan trọng trọng việc đấu tranh khắc phục bệnh kinh nghiệm chủ nghĩa và bệnh giáo điều.

#### Dựa vào tính tự phát hay tự giác của sự xâm nhập vào bản chất của sự vật
- Nhận thức thông thường (hay nhận thức tiền khoa học) là loại nhận thức được hình thành một cách tự phát, trực tiếp từ trong hoạt động hàng ngày của con người. Nó phản ánh sự vật, hiện tượng xảy ra với tất cả những đặc điểm chi tiết, cụ thể và những sắc thái khác nhau của sự vật. Vì vậy, nhận thức thông thường mang tính phong phú, nhiều vẻ và gắn với những quan niệm sống thực tế hàng ngày. Vì thế, nó thường xuyên chi phối hoạt động của con người trong xã hội. Thế nhưng, nhận thức thông thường chủ yếu vẫn chỉ dừng lại ở bề ngoài, ngẫu nhiên tự nó không thể chuyển thành nhận thức khoa học được[2].
- Nhận thức khoa học là loại nhận thức được hình thành một cách tự giác và gián tiếp từ sự phản ánh đặc điểm bản chất, những quan hệ tất yếu của các sự vật. Nhận thức khoa học vừa có tính khách quan, trừu tượng, khái quát lại vừa có tính hệ thống, có căn cứ và có tính chân thực. Nó vận dụng một cách hệ thống các phương pháp nghiên cứu và sử dụng cả ngôn ngữ thông thường và thuật ngữ khoa học để diễn tả sâu sắc bản chất và quy luật của đối tượng nghiên cứu. Vì thế nhận thức khoa học có vai trò ngày càng to lớn trong hoạt động thực tiễn, đặc biệt trong thời đại khoa học và công nghệ[2].

Hai loại nhận thức này cũng có mối quan hệ biện chứng với nhau. Nhận thức thông thường có trước nhận thức khoa học và là nguồn chất liệu để xây dựng nội dung của các khoa học. Ngược lại, khi đạt tới trình độ nhận thức khoa học thì nó lại tác động trở lại nhận thức thông thường, xâm nhập và làm cho nhận thức thông thường phát triển, tăng cường nội dung khoa học cho quá trình nhận thức thế giới của con người.